# Crna Bara, Bogatić
Crna Bara (izvirno srbsko Црна Бара) je naselje v Srbiji, ki upravno spada pod Občino Bogatić; slednja pa je del Mačvanskega upravnega okraja.

## Demografija
V naselju je ob popisu 2002 živelo 1836 polnoletnih prebivalcev, pri čemer je bila njihova povprečna starost 42,4 let (41,6 pri moških in 43,1 pri ženskah). Naselje je imelo 683 gospodinjstev, pri čemer je bilo povprečno število članov na gospodinjstvo 3,32.
|  | 2813 | 2909 | 2836 | 2726 | 2606 | 2462 | 2270 | 1924 | 1579 |
|  | 1948 | 1953 | 1961 | 1971 | 1981 | 1991 | 2002 | 2011 | 2022 |

To naselje je skoraj popolnoma srbsko (glede na popis iz leta 2002), v času zadnjih petih popisov pa je opazno zmanjševanje števila prebivalcev.
| Etnična sestava po popisu iz leta 2002 | Etnična sestava po popisu iz leta 2002 | Etnična sestava po popisu iz leta 2002 | Etnična sestava po popisu iz leta 2002 | Etnična sestava po popisu iz leta 2002 |
| -------------------------------------- | -------------------------------------- | -------------------------------------- | -------------------------------------- | -------------------------------------- |
| Srbi                                   | Srbi                                   |                                        | 2.159                                  | 95,11%                                 |
| Romi                                   | Romi                                   |                                        | 67                                     | 2,95%                                  |
| Hrvati                                 | Hrvati                                 |                                        | 3                                      | 0,13%                                  |
| Muslimani                              | Muslimani                              |                                        | 3                                      | 0,13%                                  |
| Črnogorci                              | Črnogorci                              |                                        | 2                                      | 0,08%                                  |
| Slovenci                               | Slovenci                               |                                        | 1                                      | 0,04%                                  |
| Makedonci                              | Makedonci                              |                                        | 1                                      | 0,04%                                  |
| Jugoslovani                            | Jugoslovani                            |                                        | 1                                      | 0,04%                                  |
| Neznano                                | Neznano                                |                                        | 16                                     | 0,70%                                  |